# Innovation, Sciences et Développement économique Canada
Innovation, Sciences et Développement économique Canada (ISDE) (en anglais : Innovation, Science and Economic Development Canada) (nom légal : ministère de l'Industrie) est un ministère du gouvernement du Canada chargé de la politique économique et industrielle.

## Historique

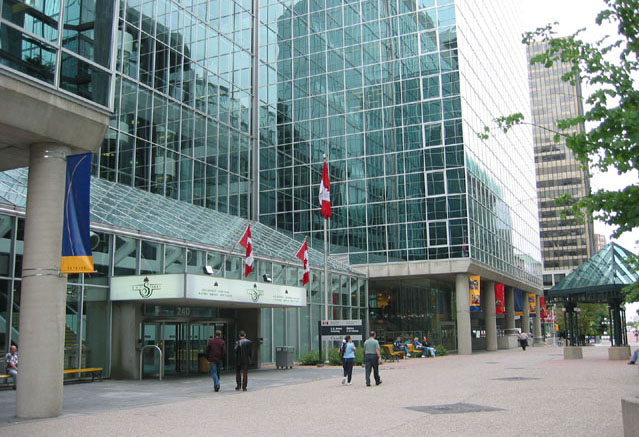
L'édifice C.D. Howe, siège d’Innovation, Sciences et Développement économique Canada.

La dirigeante du ministère est Anita Anand, nommée en 2025 par le premier ministre Mark Carney. Le ministère est connu du grand public pour sa mise en place le programme Ordinateurs pour les écoles distribué par le Service technologique La Relance.
Depuis le 4 novembre 2015 le nom d'usage du ministère est « Innovation, Sciences et Développement économique Canada » même si le nom légal demeure ministère de l'Industrie,.